# Punaflamingo
Punaflamingo (latin: Phoenicopterus jamesi) er en fugleart, der lever i Andesbjergene - fra Peru til Argentina.